# Niamina West
Niamina West är ett distrikt i Gambia. Det ligger i regionen Central River, i den centrala delen av landet, 140 km öster om huvudstaden Banjul. Antalet invånare var 7 141 vid folkräkningen 2013. Den största orten då var Jamal Kerr Katim.